# Dinami
Dinami es una localidad situada en el territorio de la provincia de Vibo Valentia, en Calabria (Italia).

## Demografía
| Gráfica de evolución demográfica de Dinami entre 1861 y 2001 |
|                                                              |
| fuente ISTAT - elaboración gráfica a cargo de Wikipedia      |

- Datos: Q54704
- Multimedia: Dinami / Q54704

1. ↑  Worldpostalcodes.org, código postal n.º 89833.
2. ↑  «Codici Catastali». Comuni-italiani.it (en italiano). Consultado el 29 de abril de 2017.